# Amastris straminea
Amastris straminea är en insektsart som beskrevs av Broomfield 1976. Amastris straminea ingår i släktet Amastris och familjen hornstritar. Inga underarter finns listade i Catalogue of Life.